# Коричневый анолис
Коричневый анолис (лат. Anolis sagrei) — вид ящериц из семейства анолисовых. Видовое латинское название дано в честь испанского учёного Рамона де ла Сагра-и-Периса (1798—1871).

## Описание
Общая длина достигает 12—20 см. Наблюдается половой диморфизм — самцы крупнее самок. Голова несколько вытянутая, сжатая с боков. Хвост тонкий и длинный. Конечности хорошо развиты, особенно задние. Окраска самцов варьирует от коричневого до серого цвета. Горловой мешок окрашен очень разнообразно: от оливкового, горчично-жёлтого или оранжевого до яркого оранжево-красного цвета. У самки обычно на спине имеется рисунок из светлых и тёмных треугольников, а также светлая полоса вдоль позвоночника.

## Образ жизни
Предпочитает лесную местность. Всю жизнь проводит на деревьях. Активен днём. Питается насекомыми, пауками, фруктами и ягодами. Самцы очень территориальные.
Это яйцекладущая ящерица. Самка откладывает одно яйцо.

## Распространение
Обитает в Центральной и Южной Америке. Встречается в Мексике (на полуострове Юкатан). Был завезён в некоторые штаты США (Флорида, Джорджия, Техас, Луизиана) и на некоторые острова.